# Tatra OT-810
Tatra OT-810 — модифицированная послевоенная чехословацкая версия немецкого бронетранспортера Sd.Kfz 251. Является полугусеничной бронемашиной. Сам бронетранспортер был запущен в производство в 1942 году и производился в чехословацком городе Пльзень на заводе «Шкода» под названием HKL-6. С 1958 до 1962 года на заводе «Подполянске строярне» в Детве производилась модицифированная чехословацкая версия названная Tatra OT-810. Большая их часть была отправлена на экспорт в Югославию, некоторые экземпляры встречались в конфликтах и на просторах бывшего СССР. Снята с вооружения в Чехии и Словакии в 1995.

## Ссылка
- Tatra OT-810 на сайте Музей Победы // (рус.)